# Jan Panieński (malarz)

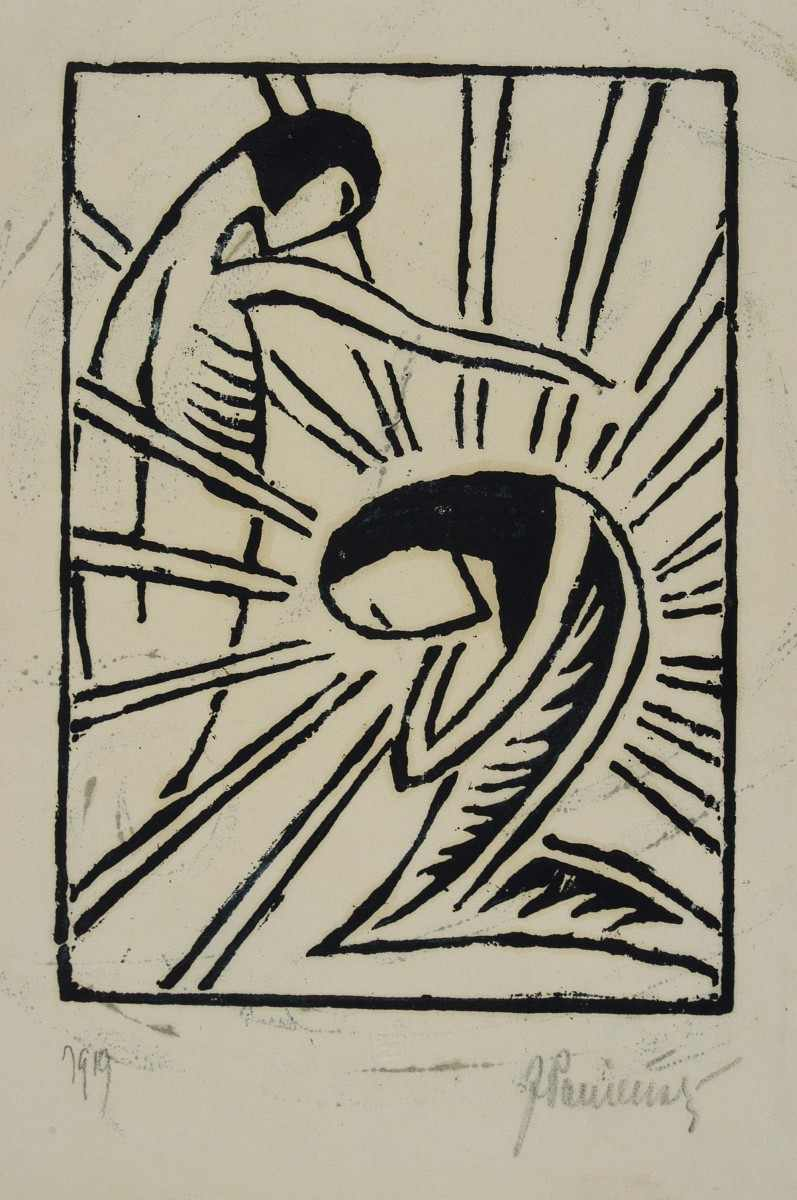
"Zwiastowanie" - grafika Panieńskiego z 1919 roku

Jan Panieński (ur. 1 marca 1900 w Poznaniu, zm. 25 listopada 1925 w Paryżu) – polski malarz, pedagog.

## Życiorys
Związany ze środowiskiem czasopisma "Zdrój", współtworzył grupę Bunt.
W latach 1922–1925 pracował jako nauczyciel matematyki i fizyki w Gimnazjum Polskim w Gdańsku, uczestniczył w pracach Towarzystwa Przyjaciół Nauki i Sztuki. 
W czerwcu 1923 zawarł związek małżeński ze Stanisławą Przybyszewską. 
Zmarł nagle w Paryżu, dokąd wyjechał na studia artystyczne. Przyczyną śmierci było przedawkowanie morfiny, od której był uzależniony.